# Leptothorax hesperius
Leptothorax hesperius är en myrart som beskrevs av Santschi 1909. Leptothorax hesperius ingår i släktet smalmyror, och familjen myror. Inga underarter finns listade i Catalogue of Life.